# Скирмунт
Скирмунт — Жемантійський князь, легендарний князь Новогрудський.

## Життєпис
Походив з Жемантії, литовський князь. Згадується у низці українських і білоруських літописів. У «Хроніці Биховця» говориться, що після князя Ердзивіла княжив його син Мингайло, який завоював Полоцьк. Сини Мингайла (онуки Ердзивіла) Скирмунт і Гінвіл були Новогрудським і Полоцьким князями.
Брав участь у спільних литовсько-українських битвах і походах. Також у міжусобних війнах - у битві на річці Ясельді за підтримки литовського князя Куковойта розбив військо Мстислава, князя Луцького та Пінського.